# Búðafoss
Búðafoss är ett vattenfall i republiken Island.   Det ligger i regionen Suðurland, i den sydvästra delen av landet, 80 km öster om huvudstaden Reykjavík. 
Terrängen runt Búðafoss är huvudsakligen platt, men norrut är den kuperad.  Trakten runt Búðafoss är nära nog obefolkad, med mindre än två invånare per kvadratkilometer. Närmaste större samhälle är Flúðir, 13,5 km norr om Búðafoss. Trakten runt Búðafoss består i huvudsak av gräsmarker.